# 堀三太郎
堀 三太郎（ほり さんたろう、1866年10月2日（慶応2年8月24日）- 1958年（昭和33年）7月19日）は、明治から昭和前期の実業家、政治家。衆議院議員。旧姓・瓜生。筑豊の五大炭鉱主と称された。

## 経歴
筑前国鞍手郡、のちの福岡県鞍手郡直方町新町（現直方市）で、醤油醸造業・瓜生幾次の長男として生まれる。小学校の課程を修了すると私塾で漢文学、数学を修めた。1886年（明治19年）8月、先代亡堀甚四郎の養子となり死跡を相続した。
1889年（明治22年）小竹町の御徳炭鉱の経営を始め、付近の海軍鉱区の払下げを受け、当時、直鞍地区随一の炭鉱に発展した。さらに本洞（直方）、若瀬（中間）、平山（嘉穂）、中津川（田川）、篠栗（篠栗）の各炭鉱を買収し、堀鉱業を設立し代表取締役となる。その後、長崎県の東松島炭鉱を経営した。炭坑以外でも事業を拡大し、銅山、硫化鉱山、朝鮮・台湾の金山、台湾製塩会社、鞍手銀行などを経営し、豊国セメント取締役、東邦電力取締役、福博電車社長なども務めた。その他、相続税審査委員、福岡地方森林会議員などに在任した。
政界を好んでいなかったが1915年（大正4年）3月、第12回衆議院議員総選挙（福岡県郡部、立憲政友会）で推薦されたため、選挙期間中別府に逃れていたが当選し、衆議院議員に1期在任した。
1941年（昭和16年）には一切の事業を整理し、直方市の本宅を市に寄贈して、福間町の別荘に移り住み隠棲した。